# Мечеть Коулун та Ісламський центр
Мечеть Коулун та Ісламський центр (англ. Kowloon Masjid and Islamic Centre) — одна з головних мечетей Гонконгу. Розташована в Коулуні, в районі Цім Ша Цуй на перетині Натан-роуд і Хайфон-роуд, поруч із парком Коулун. На сьогодні є найбільшою в Гонконгу.

## Історія
Мечеть і ісламський центр Коулун вперше була створена в 1896 році полком Гонконгу на місці, де зараз знаходиться поліцейський відділок Цим Ша Цуй . Спочатку він був призначений для обслуговування індійських мусульманських військ британської армії, розташованих у сусідній казармі Уітфілд, яка зараз є прилеглим парком Коулун.
Наприкінці 70-х років будівля зазнала конструктивних проблем через підземне будівництво залізниці масового транспорту. Завдяки компенсації, наданій корпорацією MTR, та пожертвам місцевої мусульманської громади, 11 травня 1984 року на теперішній ділянці на вулиці Натан-роуд 105 замість старої було побудовано та відкрито нову мечеть.
В даний час мечеть в основному обслуговує мусульман Південної Азії.

## Опис
Ця мечеть, спроектована архітектором І. М. Кадрі, представляє унікальну ідентичність мусульманської громади в Гонконгу. Оформлена та вишукана традиційна мусульманська архітектура мечеті контрастує з сучасною архітектурою сусідніх будівель. Найвизначнішими особливостями будівлі є чотири мінарети висотою 11 метрів, які позначають кути верхньої тераси, а також широке використання білого мармуру як на вимощенні, так і на фасаді.
Головний молитовний зал на першому поверсі може вмістити 1000 людей. Менший жіночий молитовний зал знаходиться на верхньому поверсі та оточений терасою. Цей верхній зал увінчаний куполом діаметром 5 метрів і висотою 9 метрів.